# Ruda Żelazna
Ruda Żelazna – wieś w Polsce, położona w województwie lubelskim, w powiecie tomaszowskim, w gminie Tomaszów Lubelski.
W latach 1975–1998 wieś administracyjnie należała do województwa zamojskiego.
Wieś jest sołectwem w gminie Tomaszów Lubelski. Według Narodowego Spisu Powszechnego z roku 2011 wieś liczyła 66 mieszkańców.
Wierni Kościoła rzymskokatolickiego należą do parafii Trójcy Przenajświętszej w Łaszczówce.

## Części wsi
| SIMC    | Nazwa    | Rodzaj    |
| ------- | -------- | --------- |
| 0902560 | Sołokija | część wsi |

## Historia
Ruda Żelazna w wieku XIX stanowiła wieś i folwark w powiecie tomaszowskim, gminie Majdan Górny, parafii Chodywańce, odległa 6 wiorst od Tomaszowa, na granicy z Galicją, posiadała 10 domów, 116 mieszkańców. (77 wyznania rzymskokatolickiego), gruntu 139 mórg (w tym 116 mórg roli), częścowo była to borowina i piaski. Folwark w tym czasie posiadał 3 domy i 411 mórg obszaru, w tym 180 mórg roli, 120 mórg lasu był również młyn i staw. Folwark stanowił własność Szeptyckiego. Ludność trudniła się rolnictwem. Według spisu miast, wsi, osad Królestwa Polskiego w 1827 r. było tu 11 domów i 42 mieszkańców.